# Intonation
Intonation (af Latin intonare – at larme, bruse, fremsige) er et udtryk der først og fremmest bruges i forbindelse med musik, men i sin grundform betyder det at påbegynde en lyd. Således kan man også tale om sprogets intonation og mene måden det rent lydligt, rent musikalsk udtrykkes.
I musikken tales der om tonen spilles rent eller falsk (med rette frekvens – se toneinterval), eller måden tonen sættes an på: for eksempel kraftigt ((forte) eller stille (piano)). Begrebet bruges også om at begynde et musikstykke.